# Peinture cache numérique
La peinture cache numérique (traduction de matte painting) est utilisée dans le cinéma afin de faire croire en la réalité d'un décor, alors qu'il s'agit en fait de décors réalisés avec l'assistance d'un ordinateur.
Il y a donc une relation entre le DAO et la technique numérique du DMA (digital matte artist, peintre cache numérique).
La majeure partie du temps, les très nombreuses techniques digitales utilisées pour créer une peinture cache faite avec l'assistance de l'informatique vont utiliser le DAO afin de créer la majeure partie des effets ne pouvant être créés à l'aide de la photographie numérique. On pourra dire que l'opérateur utilise le système pour s'exprimer, pour apporter à l'œuvre ce que la technologie ne peut créer automatiquement.
Les éléments bitmap contenus dans la peinture cache sont : différentes photographies ou l'on peint des masques pour synthétiser les images ensembles. On peut donc dire que le DAO (la plupart des meilleurs peintres cache ont une bonne formation académique en DAO) ou certaines de ses techniques de calcul informatisées se voient transférées vers un nouveau sous-domaine.
Les principaux peintres cache numérique sont :
- Jessy Veilleux ;
- Frédéric St-Arnaud ;
- Yannick Dusseault alias Dusso.